# Sint-Ansgariuskerk
De Sint-Ansgariuskerk (ook: Sint-Anschariuskerk) is een kerk in het gehucht Anker in de gemeente Oosterzele in de Belgische provincie Oost-Vlaanderen. Het staat aan de Bavegemstraat 12.
Hij is gebouwd als bijkerk van de Sint-Gangulfusparochie van Oosterzele. De bakstenen kerk werd gebouwd van 1938-1940 naar ontwerp van Adrien Bressers. Opvallend is het hoge zadeldak en de torenachtige verhoging onder zadeldak boven het koor.